# Gastón Pereiro
Gastón Rodrigo Pereiro López, né le 11 juin 1995 à Montevideo, est un footballeur international uruguayen qui évolue au poste de milieu offensif au SSC Bari.

## Biographie

### En club
Avec le Nacional Montevideo, il dispute 7 matchs en Copa Libertadores, inscrivant un but contre l'équipe chilienne du CD Palestino lors du premier tour de la compétition.
Avec le PSV Eindhoven, il inscrit 11 buts en Eredivisie lors de la saison 2015-2016. Il est notamment l'auteur d'un doublé sur la pelouse de l'Ajax Amsterdam en octobre 2015 (victoire 1-2).
Le 31 janvier 2020, Pereiro signe quatre ans au club italien du Cagliari Calcio pour deux millions d'euros.
Il joue son premier match le 9 février 2020 en entrant en jeu contre la Genoa lors d'une défaite 0-1 en Serie A. Le 1er mars, Pereiro marque un but face à l'AS Roma au Sardegna Arena (défaite 3-4).

### En équipe nationale
Avec la sélection uruguayenne des moins de 20 ans, il participe au championnat sud-américain des moins de 20 ans en 2015. L'Uruguay se classe troisième de la compétition et Pereiro se classe deuxième meilleur buteur de l'exercice avec cinq réalisations (derrière Giovanni Simeone, le fils de Diego Simeone).
Il dispute ensuite la Coupe du monde des moins de 20 ans 2015 organisée en Nouvelle-Zélande. Lors du mondial junior, il joue quatre matchs, inscrivant un but contre la Serbie lors du premier tour de la compétition. L'Uruguay s'incline en huitièmes de finale face au Brésil après une séance de tirs au but.
Il joue son premier match en équipe d'Uruguay le 10 novembre 2017, en amical contre la Pologne (score : 0-0). Il inscrit son premier but le 7 septembre 2018, contre le Mexique (victoire 1-4). Il marque son deuxième but le 16 octobre de la même année, face au Japon (défaite 4-3).

## Statistiques

### Statistiques détaillées
| Saison                | Club                  | Championnat           | Championnat | Championnat | Championnat | Coupe(s) nationale(s) | Coupe(s) nationale(s) | Coupe(s) nationale(s) | Supercoupe | Supercoupe | Supercoupe | Compétition(s) continentale(s) | Compétition(s) continentale(s) | Compétition(s) continentale(s) | Compétition(s) continentale(s) | Total | Total | Total |
| Saison                | Club                  | Division              | M.          | B.          | P.d.        | M.                    | B.                    | P.d.                  | M.         | B.         | P.d.       | Comp.                          | M.                             | B.                             | P.d.                           | M.    | B.    | P.d.  |
| 2013-2014             | Club Nacional         | Primera División      | 15          | 5           | 5           | -                     | -                     | -                     | -          | -          | -          | CL                             | 6                              | 0                              | 0                              | 21    | 5     | 5     |
| 2014-2015             | Club Nacional         | Primera División      | 24          | 6           | 4           | -                     | -                     | -                     | -          | -          | -          | CL                             | 1                              | 1                              | 0                              | 25    | 7     | 4     |
| 2022-2023             | Club Nacional (prêt)  | Primera División      | 15          | 1           | 1           | 3                     | 1                     | 0                     | 1          | 0          | 0          | CL                             | 5                              | 1                              | 0                              | 24    | 3     | 1     |
| Sous-total            | Sous-total            | Sous-total            | 54          | 12          | 10          | 3                     | 1                     | 0                     | 1          | 0          | 0          | -                              | 12                             | 2                              | 0                              | 70    | 15    | 10    |
| 2015-2016             | PSV Eindhoven         | Eredivisie            | 29          | 11          | 3           | 3                     | 3                     | 0                     | 1          | 0          | 0          | C1                             | 6                              | 0                              | 0                              | 39    | 14    | 3     |
| 2016-2017             | PSV Eindhoven         | Eredivisie            | 30          | 10          | 2           | 2                     | 1                     | 0                     | 1          | 0          | 0          | C1                             | 5                              | 0                              | 1                              | 38    | 11    | 3     |
| 2017-2018             | PSV Eindhoven         | Eredivisie            | 28          | 11          | 4           | 3                     | 0                     | 1                     | -          | -          | -          | C3                             | 2                              | 0                              | 0                              | 33    | 11    | 5     |
| 2018-2019             | PSV Eindhoven         | Eredivisie            | 27          | 10          | 6           | -                     | -                     | -                     | 1          | 0          | 0          | C1                             | 8                              | 1                              | 2                              | 36    | 11    | 8     |
| 2019-2020             | PSV Eindhoven         | Eredivisie            | 4           | 2           | 0           | 1                     | 0                     | 0                     | -          | -          | -          | C3                             | 3                              | 0                              | 0                              | 8     | 2     | 0     |
| Sous-total            | Sous-total            | Sous-total            | 118         | 44          | 15          | 9                     | 4                     | 1                     | 3          | 0          | 0          | -                              | 24                             | 1                              | 3                              | 154   | 49    | 19    |
| 2019-2020             | Cagliari Calcio       | Serie A               | 10          | 1           | 0           | -                     | -                     | -                     | -          | -          | -          | -                              | -                              | -                              | -                              | 10    | 1     | 0     |
| 2020-2021             | Cagliari Calcio       | Serie A               | 15          | 2           | 2           | 1                     | 0                     | 0                     | -          | -          | -          | -                              | -                              | -                              | -                              | 16    | 2     | 2     |
| 2021-2022             | Cagliari Calcio       | Serie A               | 29          | 4           | 2           | 3                     | 1                     | 0                     | -          | -          | -          | -                              | -                              | -                              | -                              | 32    | 5     | 2     |
| 2022-2023             | Cagliari Calcio       | Serie B               | 9           | 1           | 1           | 2                     | 0                     | 0                     | -          | -          | -          | -                              | -                              | -                              | -                              | 11    | 1     | 1     |
| 2023-2024             | Cagliari Calcio       | Serie A               | -           | -           | -           | 2                     | 0                     | 0                     | -          | -          | -          | -                              | -                              | -                              | -                              | 2     | 0     | 0     |
| Sous-total            | Sous-total            | Sous-total            | 63          | 8           | 5           | 8                     | 1                     | 0                     | -          | -          | -          | -                              | -                              | -                              | -                              | 71    | 9     | 5     |
| Total sur la carrière | Total sur la carrière | Total sur la carrière | 235         | 64          | 29          | 20                    | 6                     | 1                     | 4          | 0          | 0          | -                              | 36                             | 3                              | 3                              | 295   | 73    | 33    |

### Buts internationaux
| 0   | Date             | Lieu                                           | Compétition                                | Résultat | Adversaire  | Détail | Détail         | Détail | Sél. |
| --- | ---------------- | ---------------------------------------------- | ------------------------------------------ | -------- | ----------- | ------ | -------------- | ------ | ---- |
| 1er | 8 septembre 2018 | NRG Stadium, Houston, États-Unis               | Match amical                               | V 1-4    | Mexique     | 59e    | de la tête     | 1-4    | 2e   |
| 2e  | 16 octobre 2018  | Stade Saitama 2002, Saitama, Japon             | Coupe Kirin Challenge 2018                 | P 4-3    | Japon       | 28e    | du pied gauche | 1-1    | 4e   |
| 3e  | 22 mars 2019     | Centre sportif du Guangxi (en), Nanning, Chine | Demi-finale (en) de la China Cup 2019 (en) | V 0-3    | Ouzbékistan | 5e     | du pied gauche | 0-1    | 6e   |
| 4e  | 25 mars 2019     | Centre sportif du Guangxi (en), Nanning, Chine | Finale (en) de la China Cup 2019 (en)      | V 0-4    | Thaïlande   | 38e    | du pied gauche | 0-2    | 7e   |
| 5e  | 9 septembre 2021 | Estadio Campeón del Siglo, Montevideo, Uruguay | Éliminatoires Coupe du monde 2022          | V 1-0    | Équateur    | 90+2e  | de la tête     | 1-0    | 12e  |

## Palmarès

### En club
| Nacional - Championnat d'Uruguay - Champion en 2015 |  | PSV Eindhoven - Supercoupe des Pays-Bas - Vainqueur en 2015 - Championnat des Pays-Bas - Champion en 2016 et 2018 |